# Гренквист, Христиан Петрович
Христиан Петрович Гренквист (1854—1904) — русский генерал-майор.

## Биография
Родился в Санкт-Петербурге 14 (26) января 1854 года. С 6 августа 1863 года — в Финляндском кадетском корпусе, с 11 сентября 1869 года — в Пажеском корпусе. Выпущен прапорщиком в лейб-гвардии Литовский полк, с прикомандированием 3-й гренадерской гвардейской артиллерийской бригаде; с 16 апреля 1872 года — подпоручик, с 13 апреля 1875 года — поручик.
Участвовал в русской-турецкой войне 1877-1878 гг.. Был награждён за отличие орденами Св. Анны 4-й ст., Св. Станислава 2-й ст. с мечами, Св. Владимира 4-й ст. с мечами и бантом (1878). Штабс-капитан с 6 января 1879 года. В 1881 году получил орден Св. Анны 3-й ст. с мечами и бантом.
В 1885 году награждён орденом Св. Анны 2-й ст. Был произведён в капитаны 30 августа 1886 года; с 7 июня 1888 года — подполковник, с назначением командиром 1-й батареи Западно-Сибирской артиллерийской бригады; с 30 августа 1893 года — полковник.
Был назначен 16 февраля 1895 года командиром 6-й батареи 3-й гренадерской артиллерийской бригады.
С 11 августа 1900 года исполнял должность командира 1-й Туркестанской артиллерийской бригады. Был произведён 6 декабря 1901 года в генерал-майоры и с 11 августа 1902 года назначен командиром 8-й артиллерийской бригады 8-й пехотной дивизии.
Жена: Наталья Карловна фон Ден (1852—1928)